# Elinor Wonders Why
《Elinor Wonders Why》는 미국의 컴퓨터 애니메이션 텔레비전 시리즈이다.